# بابی مک‌فرین
رابرت "بابی" مک‌فرین جونیور (به انگلیسی: Robert "Bobby" McFerrin, Jr)، (زاده ۱۹۵۰ در منهتن) خوانندهٔ آمریکایی است. او در سال ۱۹۸۸ با آهنگ «نگران نباش، خوشحال باش» به شهرت رسید. رولینگ استون او را یکی از بیادماندنی‌ترین خوانندگان سال‌های اخیر دانسته‌است.